# Geelpoothoningspeurder
De geelpoothoningspeurder (Melignomon eisentrauti) is een vogel uit de familie Indicatoridae (honingspeurders). Deze vogel is genoemd naar de Duitse zoöloog Martin Eisentraut (1902-1994).

## Verspreiding en leefgebied
Deze soort komt voor in Sierra Leone, Liberia, zuidelijk Ghana en zuidwestelijk Kameroen.

## Status
De grootte van de populatie is niet gekwantificeerd maar de soort wordt omschreven als zeldzaam en aangenomen wordt dat de populatie klein is. Op de Rode lijst van de IUCN heeft deze soort de status gevoelig.